# Escher (Auetal)
Escher ist ein Ortsteil der Gemeinde Auetal im niedersächsischen Landkreis Schaumburg.

## Geschichte
Frühgeschichtliche Funde weisen auf eine frühe Besiedlung des östlichen Auetals hin. Dem Namen nach ist Escher eine der ältesten Siedlungen. Die Bezeichnung „esch“ (gotisch: atisk) bedeutet: uneingehegtes Saatfeld. Die gesamten Felder waren im Besitz einer Bauernschaft.
Vermutlich standen die ersten Höfe auf den höher gelegenen Flächen, während im sumpfigen Gelände entlang der Bäche erst später gesiedelt wurde. In der Erzählung „Münchhausen Pferdestall“ von G. Wiederhold reitet Borries von Münchhausen im 13. Jahrhundert durch ein „böses Stück Weg, die sumpfige Escher Heide“.
1187 taucht der Name Eskerde zum ersten Mal auf. 1216 wird der Ort unter dem Namen Eschere erwähnt. 1328 wird das Dorf Villa Eschere genannt. 1438 taucht zum ersten Mal der heutige Name Escher auf. 1571 gab es in Escher 15 zinspflichtige Hofstellen. Die meisten waren dem Stift in Obernkirchen zehntpflichtig, aber auch die umliegenden Adelsfamilien beanspruchten Zins- und Dienstleistungen.
Handwerker gab es keine in Escher. Die Bauern waren verpflichtet, bei den Handwerkern der Zinsherren arbeiten zu lassen. 1574 gehörte Escher, wie auch die übrigen Dörfer des östlichen Auetals bis einschließlich Poggenhagen und Kathrinhagen zum Amt Lauenau, welches damals noch schaumburgisch war.
Nach den Wirren der Reformzeit brachte der Dreißigjährige Krieg Not, Krankheit und Zerstörung nach Escher. Es fehlte an Saatkorn, so dass von den 776 Morgen nur 92 bewirtschaftet wurden. 1646 waren nur noch 17 Männer im Dorf.
Nachdem um 1700 eine Windmühle im Dorf errichtet wurde, siedelten sich die ersten Bewohner des Bültenbrinks an. 1795 hatte Escher bereits 173 Einwohner. Um 1847 stieg die Bevölkerung auf 299 Einwohner, davon 21 Handwerker. 1881 bekam Escher eine eigene Schule. Der erste Lehrer war Karl Meyer. Am 28. November 1957 wurde der Grundstein für eine neue Schule gelegt. 1973 wurde die Schule aufgelöst. Gerhard Matthä war der letzte Lehrer. In den ehemaligen Schulräumen befindet sich seit 2013 der erste integrative Kindergarten des Auetals.
1937 begann der Bau der Autobahn. Sie durchschnitt die Gemeinde von Ost nach West. Nach dem Ende des Zweiten Weltkrieges stieg die Bevölkerung des Ortes um 1950 auf über 570 Einwohner.
Am 1. März 1974 wurde die Gemeinde Escher aufgelöst und der Gemeinde Hattendorf zugewiesen. Diese wurde bereits am 1. April 1974 in die neue Gemeinde Auetal eingegliedert.

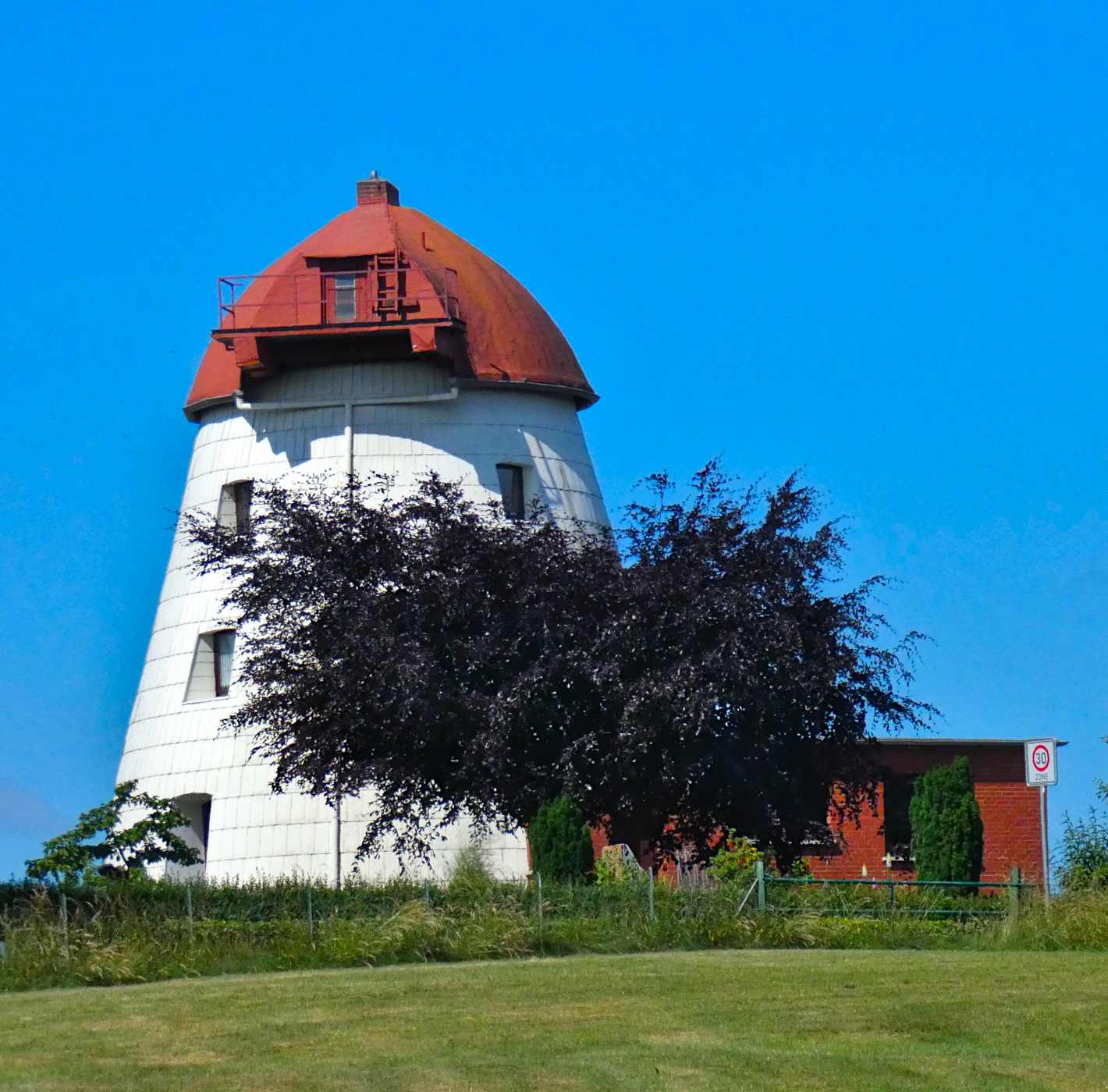
Windmühle Escher

## Windmühle Escher
Um 1700 erbaute Herren von Cornberg, Gutsherr auf Bodenengern in der "Escher Heide" eine Bockwindmühle. 1883 brannte die Bockwindmühle am Bültenbrink ab und wurde als Holländerwindmühle wiederaufgebaut. Nachdem der Windantrieb 1946 durch einen Sturm zerstört worden war, wurde der Mühlenbetrieb bis 1960 mit einem Elektroantrieb weitergeführt.
Heute besteht nur noch der Turm der als Wohnhaus genutzt wird. Er gilt unter den Bewohnern als Wahrzeichen des Dorfes und ist aus dem gesamten Auetal und selbst aus dem entfernten Wiehengebirge beim Blick vom Kaiser-Wilhelm-Denkmal sichtbar. Neben 13 weiteren Mühlen ist die Escheraner Hollandwindmühle Teil der Niedersächsischen Mühlenstraße und des beliebten Rundweges durch das Schaumburger Land.

## Sport
Die Mitglieder der Thekenmannschaft Escher engagieren sich in verschiedenen Sportarten. Neben regelmäßigen Veranstaltungen in den Sparten Fußball und Boule, treffen sich die Mitglieder auch zu öffentlichen Laufveranstaltungen und Volksläufen.

## Persönlichkeiten
- Christoph Bredemeier (1797–1852), Mitglied der kurhessischen Ständeversammlung